# قلعة سنغر (كوشك)
قلعة سنغر (بالإنجليزية: Qaleh Sangar)‏ هي منطقة سكنية تقع في إيران في قسم كوشك الريفي. يقدر عدد سكانها بـ 117 نسمة .